# Mehdi Honardoost
Mehdi Honardoost (persisch مهدی هنردوست‎; * 1958) ist ein iranischer Diplomat, der seit 31. Dezember 2015 Botschafter in Islamabad ist.
Er ist Bachelor der Betriebswirtschaft und Master der Datensicherheit.

## Werdegang
Er trat in den auswärtigen Dienst und war von 1988 bis 1991 stellvertretender Leiter der Abteilung Ostasien im Außenministerium.
Von 1991 bis 1995 war er stellvertretender Missionsleiter der iranischen Botschaft in Peking.
Von 1995 bis 1999 leitete er die Abteilung Ostasien.
Von 1999 bis 2004 hatte er Exequatur als Generalkonsul in Mumbai (Indien).
Von 2004 bis 2005 leitete er die Abteilung Ostasien.
Von 2005 bis 2008 leitete er die Verwaltung.
Von 2008 bis 2011 war er Botschafter in Athen.
Von 2011 bis 2015 war er Leiter der Abteilung Westeuropa.
Seit 31. Dezember 2015 ist er Botschafter in Islamabad.